# هوگلیفا
هوگلیفا (به لاتین: Hogleifa) یک کوه در سوئیس است که در کانتون وله واقع شده‌است. هوگلیفا ۳٬۲۷۸ متر بالاتر از سطح دریا واقع شده‌است.